# 魏正紀
魏正紀（？—？），清朝政治人物。浙江錢塘縣人。
魏正紀為副榜出身。嘉慶二十一年（1816年）九月，署任湖南永順府龍山縣知縣。